# Martin Stodius
Martin Henrik Stodius, född 9 november 1590 i Åbo, Sverige (i dagens Finland), död 1675 i Nådendal, Sverige (i dagens Finland), var en  universitetslärare. 

## Biografi
Stodius studerade vid tyska universitet och promoverades i Wittenberg till filosofie magister samt förestod därefter skoltjänster i Åbo och Viborg. År 1633 utnämndes han till skolrektor i Viborg och 1634 till rektor vid Åbo gymnasium. Han blev 1636 teologie lektor och fick Lundo prebendepastorat, befordrades 1640 till professor i grekiska och hebreiska språken vid Kungliga Akademien i Åbo samt flyttades 1654 till tredje och 1658 till andra teologie professuren. Han fick 1660 avsked med bibehållande av Nådendals pastorat. 
Stodius var medarbetare i den finska bibelöversättningen, som utkom 1642, och bidrog till Aeschillus Petraeus finska grammatik, men är mera känd för den mystiska vidskepelse, vilken han blev intresserad av då han studerade österländska språk och lärde känna Orientens kabbalistiska vetenskap. Trots att han höll dessa studier hemliga, blev han snart misstänkt och anklagades 1644 inför konsistoriet av biskop Johannes Elai Terserus för att ha undervisat en student i olovliga konster. 
Stodius hävdade att han endast lärt studenten att skriva med alunvatten på papper, varvid skriften framträder, först då papperet bränns, och att ta eld från himmelen med solglas, två inte i och för sig skadliga konster, som dock kunde missbrukas. Han hade också av studenten begärt en försäkran, att denne inte skulle lära andra dessa konster, och denna försäkran hade studenten underskrivit, men avfattat den på ett sätt, som visade, att han tagit intryck av tidens kabbalistiska litteratur. Sedan Stodius avlagt ed på, att han icke uppsatt denna misstänkta skrivelse, blev han frikänd. Men 1656 blev han ånyo anklagad, huvudsakligen för att åt en magister ha utlånat en kabbalistisk lärobok. Han dömdes till suspension från ämbetet, men universitetets kansler Per Brahe upphävde domen. Denne ansåg icke Stodius begåvning vara betydande, men trodde honom vara en stilla, gudfruktig och from man, som blivit orättvist förföljd.